# جون فاريل (ملحن)
جون فاريل (بالإنجليزية: John Farrell)‏ هو عازف جاز وملحن وشاعر أمريكي، ولد في 22 مايو 1968، وتوفي في 4 نوفمبر 2010.